# Marion Limal
Marion Limal (* 12. Januar 1987 in Fontaine-lès-Dijon, Frankreich) ist eine französische Handballspielerin, die dem Kader der französischen Nationalmannschaft angehörte.

## Karriere

### Im Verein
Marion Limal spielte ab dem Jahre 2001 Handball bei SHBC La Motte Servolex. Vier Jahre später schloss sich die Rückraumspielerin Entente Sportive Bisontine Féminin an. Im Sommer 2009 wechselte sie zum österreichischen Erstligisten Hypo Niederösterreich. Mit Hypo gewann sie 2010 und 2011 sowohl die österreichische Meisterschaft als auch den ÖHB-Cup.
Limal stand in der Saison 2011/12 beim französischen Erstligisten Metz Handball unter Vertrag. Anschließend lief sie für den Ligakonkurrenten Handball Cercle Nîmes auf. Mit Handball Cercle Nîmes scheiterte sie 2013 im Finale des Ligapokals an Issy Paris Hand. 2014 wechselte Limal zum französischen Zweitligisten Brest Bretagne Handball. Mit Brest stieg sie 2016 in die höchste französische Spielklasse auf. Weiterhin gewann sie mit Brest 2016 sowie 2018 den französischen Pokal. Nach der Saison 2018/19 beendete sie ihre Karriere. Im Sommer 2024 schloss sie sich dem französischen Drittligisten Roz Hand’Du 29 an.

### In Auswahlmannschaften
Marion Limal gab am 14. Oktober 2008 ihr Debüt für die französische Nationalmannschaft. Bei der der Weltmeisterschaft 2009 gewann sie mit Frankreich die Silbermedaille. Bei der nächsten Weltmeisterschaft gehörte sie anfangs lediglich dem erweiterten französischen Kader an. Nachdem sich Allison Pineau im Halbfinale verletzt hatte, rückte Limal für das Endspiel nach. Auch im WM-Finale 2011 unterlag sie mit Frankreich. Insgesamt bestritt sie 51 Länderspiele.
Limal lief ebenfalls für die französische Beachhandballnationalmannschaft auf. Bei der Beachhandball Euro 2017 belegte sie mit Frankreich dem 9. Platz sowie bei der Beachhandball Euro 2019 den 13. Platz.

### Trainerlaufbahn
Limal übernahm im Jahr 2021 die männliche U-18-Mannschaft von Brest Bretagne Handball. Seit August 2023 trainiert Limal gemeinsam mit Joëlle Demouge die französische Beachauswahl. Als verantwortliche Trainerin betreute sie die französische Frauenauswahl beim Demonstrationsturnier im Rahmen der Olympischen Spiele 2024 in Paris.